# Castorimorpha
I Castorimorfi (Castorimorpha Wood, 1974) sono un sottordine dell'ordine dei Roditori che comprendono i castori, i gopher dalle tasche e i ratti canguro.

## Descrizione

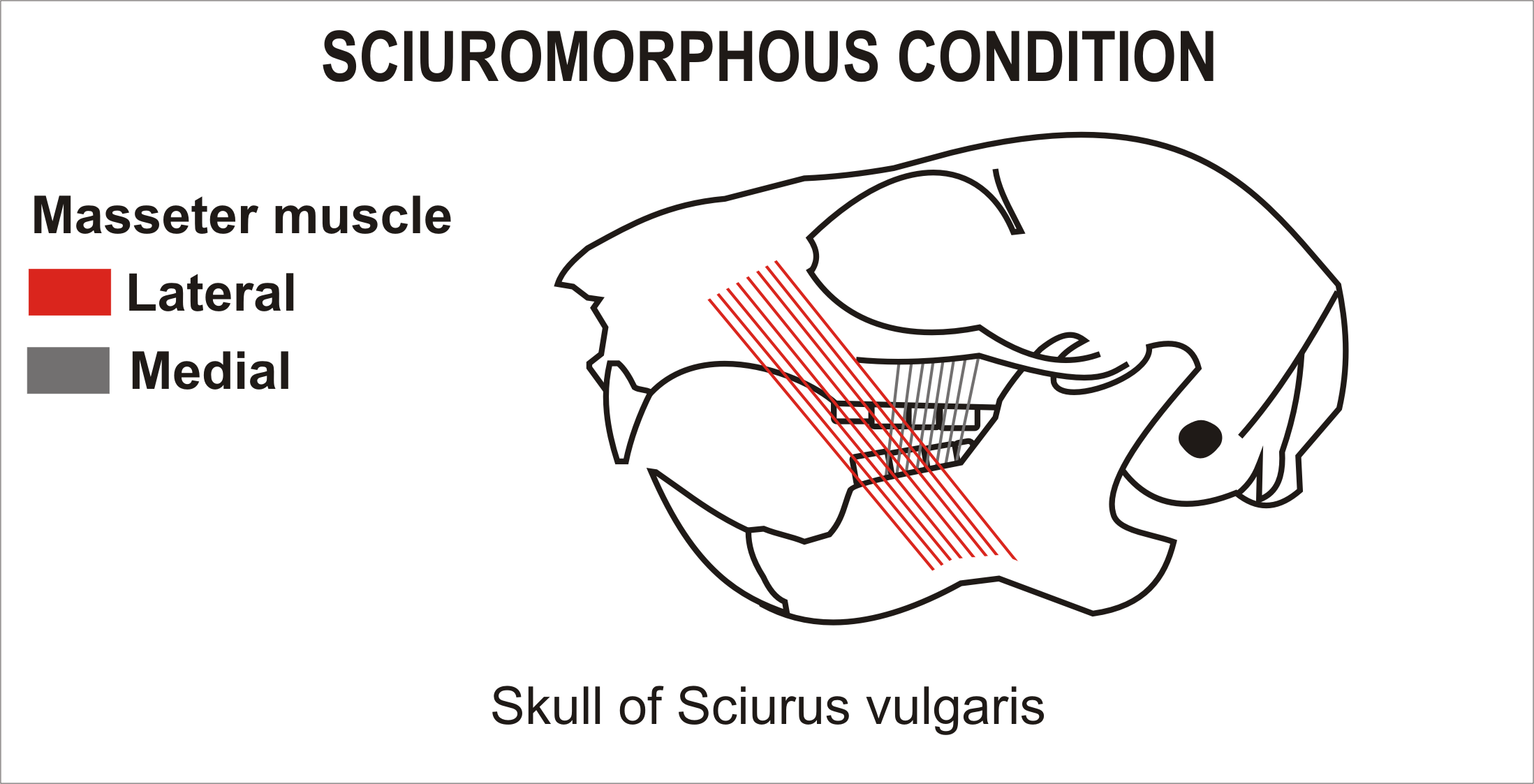
Fig.1

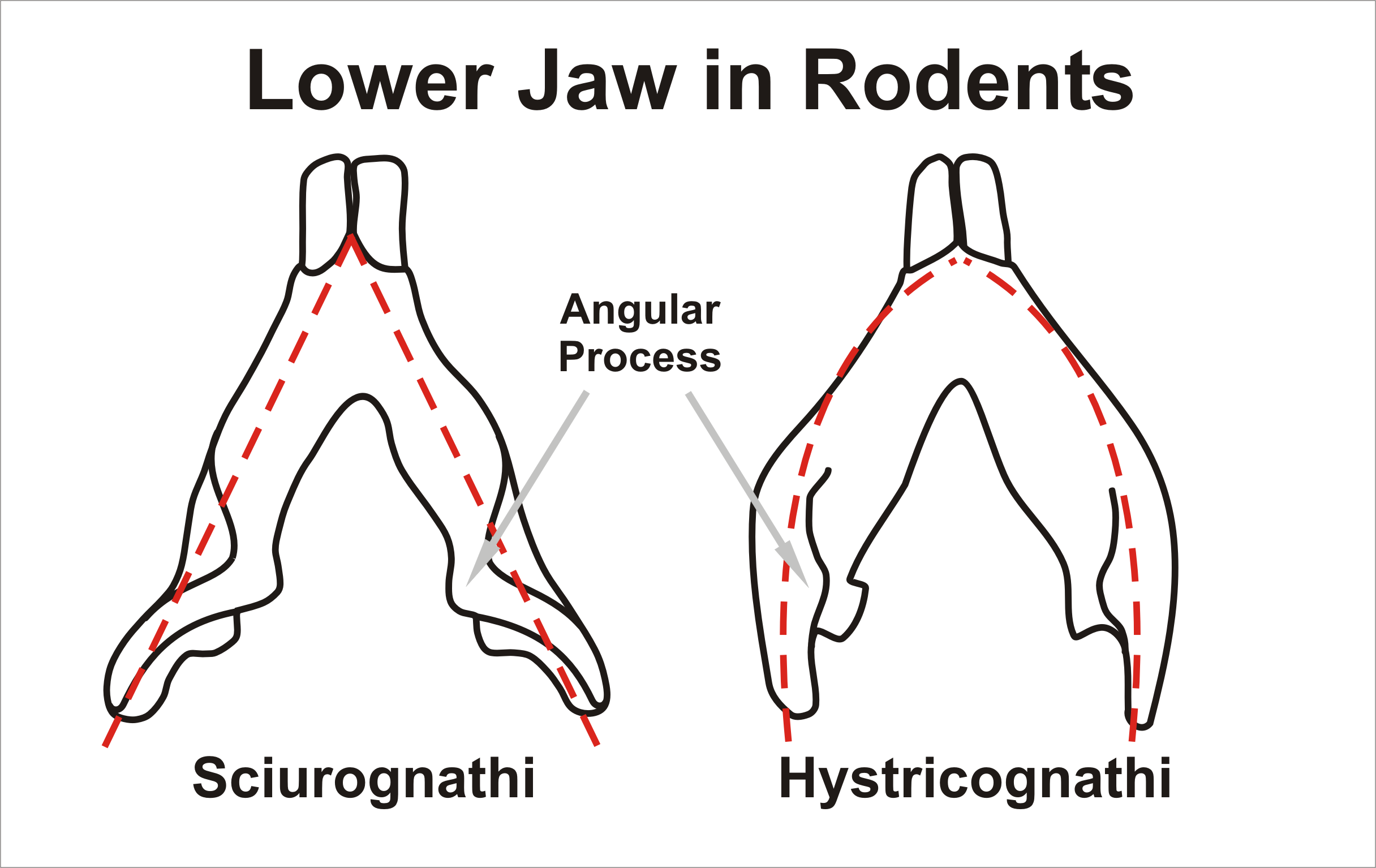
Fig.2

Questo sottordine nonostante sia rappresentato da forme con abitudini e caratteri morfologici esterni notevolmente diversi tra loro, si distingue per diverse peculiarità del cranio che hanno inequivocabilmente garantito l'esistenza di questo gruppo in qualsiasi classificazione precedente e che è stata rafforzata anche dalle ricerche filogenetiche moderne, confermando che le caratteristiche comuni sono ereditate da un unico antenato piuttosto che assimilate da convergenza evolutiva. Il cranio presenta il foro infra-orbitale insolitamente canalizzato, predisposto al solo passaggio di fasci nervosi, la disposizione del muscolo massetere è di tipo sciuromorfo (Fig.1), mentre la mandibola è tipicamente sciurognata (Fig.2). È sempre presente un premolare su ogni semi-arcata, mentre i due piccoli ossicini dell'orecchio, l'incudine ed il martello, non sono fusi tra loro.
Esternamente le tre famiglie viventi sono notevolmente diverse tra loro, i Castoridi con un corpo adattato alla vita acquatica, i Geomidi a quella sotterranea mentre gli Eteromiidi all'andatura saltante tipica delle forme viventi nelle zone aride.

## Distribuzione
Il sottordine è diffuso nell'ecozona Olartica e nella parte settentrionale di quella neotropicale.

## Tassonomia
I Castorimorfi comprendono 3 famiglie viventi ed almeno 6 estinte:
- Superfamiglia Castoroidea
  - Famiglia Castoridae
  - Famiglia Eutypomyidae †
  - Famiglia Rhizospalacidae †
- Infraordine Geomorpha
  - Superfamiglia Geomyoidea
    - Famiglia Entoptychidae †
    - Famiglia Florentiamyidae †
    - Famiglia Geomyidae
    - Famiglia Heliscomyidae †
    - Famiglia Heteromyidae

  - Superfamiglia Eomyoidea †
    - Famiglia Eomyidae †